# Norm Beechey
Norm "Stormin' Norm" Beechey, född 1933, är en australisk före detta racerförare.

## Racingkarriär
Beechey vann ett supportrace till det inofficiella Australiens Grand Prix på sin nuvarande bana Albert Park 1956, i en Ford V8. Han är mest känd för framgångar i ATCC under 1960 och det tidiga 1970-talet. 1964 kördes mästerskapet över ett race, och där blev Beechey tvåa på Lakeside. 1965 vann han otmsvarande race på Sandown, innan han året därpå tog silver på Bathurst. 1969 ombildades mästerskapet till en serie, och Beecehy blev trea under den första seriesäsongen, innan han 1970 tog sin andra titel, den här gången för Holden. Efter en femteplats 1971 och en trettondeplats 1972 avslutade Beechey sin aktiva tävlingskarriär.